# Колосов, Дмитрий Владимирович
Дми́трий Влади́мирович Ко́лосов (1967—2020), известный также под литературным псевдонимом Джонс Коуль — российский писатель-фантаст, автор цикла «Атланты», а также ряда романов и более мелких произведений. Преподаватель кафедры философии и культурологии Тульского педагогического университета, кандидат исторических наук (2007).

## Биография
Дмитрий Колосов начал издаваться как автор фантастических произведений в 1990-е годы под псевдонимом Дж. Коуль.
Своё решение взять псевдоним автор объяснял следующим образом: «Иностранный псевдоним я взял от обиды на свою страну. Я же историк и всегда считал, что у нас великая держава, а тогда случился полный развал. Фантастика в какой-то степени предсказывает будущее, а мне тогда казалось, что будущего у нас нет. К тому же издатели в те годы в основном активно раскручивали иностранных авторов, так что я сразу попал в серию зарубежных фантастов, за что друзья прозвали меня „иностранным шпионом“».
В 2007 году получил степень кандидата исторических наук, защитив диссертацию на тему: «Военное дело греко-македонян в IV в. до н. э.»
Погиб в 2020 году.

### Фантастика
- Дж. Коуль. Атланты. Воин. — Транспорт, 1995. — 462 с. — (Монстры Вселенной). — 20 000 экз. — ISBN 5-85550-030-6.
- Дж. Коуль. Атланты. Воин II. — Транспорт, 1995. — 478 с. — (Монстры Вселенной). — 20 000 экз. — ISBN 5-85550-031-4.
- Дж. Коуль. Атланты. Остров. — Транспорт, Диалог, 1995. — 304 с. — (Монстры Вселенной). — 16 000 экз. — ISBN 5-85550-044-6.
- Дж. Коуль. Атланты. Остров II. — Транспорт, Диалог, 1995. — 304 с. — (Монстры Вселенной). — 16 000 экз. — ISBN 5-85550-045-4.
- Дж. Коуль. Атланты. Кутгар. — Транспорт, 1996. — 304 с. — (Монстры Вселенной). — 16 000 экз. — ISBN 5-85550-046-2.
- Дж. Коуль. Блуждающая звезда. — Транспорт, 1996. — 368 с. — (Монстры Вселенной). — 16 000 экз. — ISBN 5-85550-052-7.
  - В сборник вошли повесть «Последний гладиатор», рассказы: «Ловушка для Космического негодяя», «Блуждающая звезда», «Фонарщик», «Человек был», «Выбор Макгроуна», «Ангел», «Орфей обернётся», «Пожелание смерти», «Девушка синего леса», «Невероятная и поучительная история о курице и яйце», «Червячок».
- Дмитрий Колосов. То самое копьё. — Центрполиграф, 2001. — 448 с. — (Перекрёсток миров). — 8000 экз. — ISBN 5-227-01186-9.
  - В книгу вошли роман «То самое копьё» и повесть «Всадники Апокалипсиса».
- Дмитрий Колосов. Крысиный волк. — Центрполиграф, 2001. — 474 с. — (Перекрёсток миров). — 8000 экз. — ISBN 5-227-01094-3.
  - В книгу вошли романы «Несущий Смерть» и «Крысиный волк».
- Дмитрий Колосов. Конец охоты. — Центрполиграф, 2001. — 442 с. — (Перекрёсток миров). — 8000 экз. — ISBN 5-227-01218-0.
- Дмитрий Колосов. Скифские саги. — Центрполиграф, 2001. — 496 с. — (Перекрёсток богов). — 8000 экз. — ISBN 5-227-01283-0.
- Дмитрий Колосов. Атланты. Император открывает глаза. — Дом Славянской Книги, 2008. — 448 с. — 2000 экз. — ISBN 978-5-91503-003-8.
- Дмитрий Колосов. Атланты. Император вынимает меч. — Дом Славянской Книги, 2008. — 442 с. — 2000 экз. — ISBN 978-5-91503-009-0.
- Дмитрий Колосов. Шаманы маги и колдуны. — «Книговек», 2013. — 304 с. — 2000 экз. — ISBN 978-5-4224-0754-5.
- Дж. Коуль. Арии. — «Ломоносовъ», 2015.

### История для юношества
- О. Г. Вронский, Д. В. Колосов, А. В. Родин. История отечества с древнейших времён до наших дней. Пособие для старшеклассников и абитуриентов. — Славянский дом книги, 2003. — 768 с. — (Экзамен на «отлично»). — 5000 экз. — ISBN 5-85550-147-7.
- Д. В. Колосов, О. Г. Вронский, А. И. Родин, А. В. Шведов. Великие битвы в истории России. — Дом Славянской Книги, 2008. — 496 с. — 5000 экз. — ISBN 978-5-91503-002-1.
- Д. В. Колосов. Ратная слава Отечества. — Аквариус, 2015. — 480 с.

### Книги Колосова
- Дмитрий Колосов в библиотеке Кубикуса
- Дмитрий Колосов в библиотеке Фензина